# Olivsångare
Olivsångare (Hippolais olivetorum) är en tätting i familjen rörsångare som häckar i sydöstra Europa och västligaste Asien, den största i sitt släkte.

## Utseende och läte
Olivsångaren är med en längd på 16–18 centimeter en mycket stor sångare, avsevärt större än dess närmaste släktingar härmsångare (Hippolais icterina) och polyglottsångare (Hippolais polyglotta) och tydligt större än orientsångaren (Hippolais languida). Vidare är näbben och benen ovanligt kraftiga, pannan sluttande och vingarna långa. Den är grå ovan och smutsvit under, med svarta vingspetsar och stjärt och en ljus vingpanel.

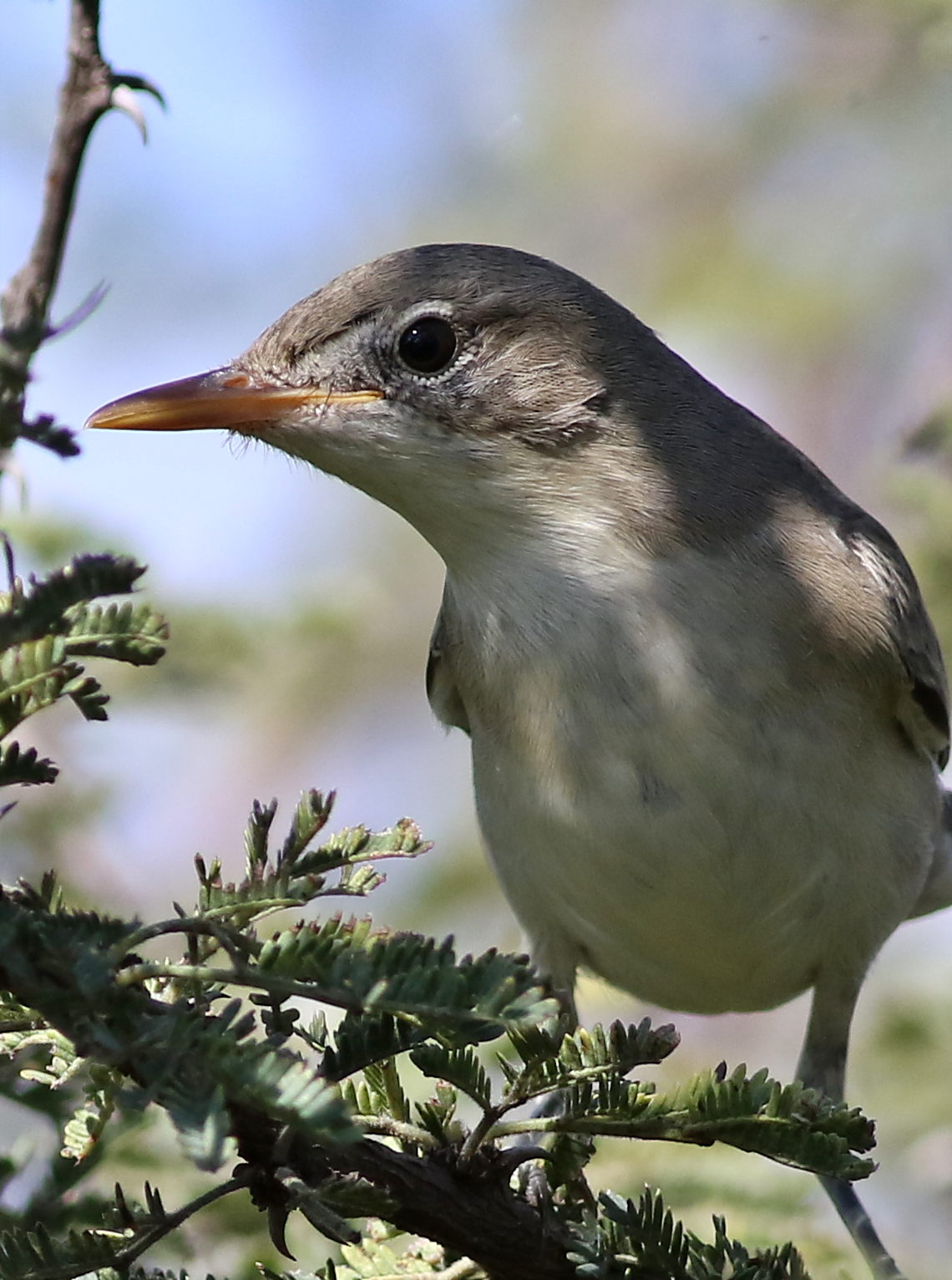
Närbild på övervintrande olivsångare i Limpopo, Sydafrika.

Även i lätena märks storleksskillnaden i form av en mörkare och grötigare röst. Locklätet är ett smackande tjack och varningslätet ett nasalt tjatter, påminnande om en grovröstad blåmes. Sången är en skrovlig, cyklisk ramsa.

## Utbredning
Fågelns häckningsområde sträcker sig över Balkanhalvön, via Turkiet till Främre Orienten i nordvästra Syrien, Libanon och sällsynt även i norra Israel. Den flyttar söderut, initialt åt sydost, sedan genom Levanten, Israel, Jordanien och nordöstra Egypten till övervintringsområden i östra och sydöstra Afrika. Arten är mycket sällsynt väster och norr om utbredningsområdet, med exempelvis endast ett fynd i Storbritannien, men även i Italien, Ukraina och Algeriet.

## Systematik
Olivsångare behandlas som monotypisk, det vill säga att den inte delas in i några underarter. Genetiska studier visar att den är närmast släkt med orientsångaren (H. languida).

### Familjetillhörighet
Rörsångarna behandlades tidigare som en del av den stora familjen sångare (Sylviidae). Genetiska studier har dock visat att sångarna inte är varandras närmaste släktingar. Istället är de en del av en klad som även omfattar timalior, lärkor, bulbyler, stjärtmesar och svalor. Idag delas därför Sylviidae upp i ett flertal familjer, däribland Acrocephalidae.

## Ekologi
Olivsångaren trivs i lundar och odlingar med oliv-, mandel- och pistaschträd, öppen ekskog, macchia på bergslutningar och savannliknande öppna skogar, helst med tillgång på några högre träd. Den häckar från maj till juni och lägger tre till fyra ägg i ett skålformat bo placerad i en trädklyka. Den tros leva som de flesta andra sångare huvudsakligen av insekter och andra ryggradslösa djur, men intar också frukt och bär, bland annat fikon.

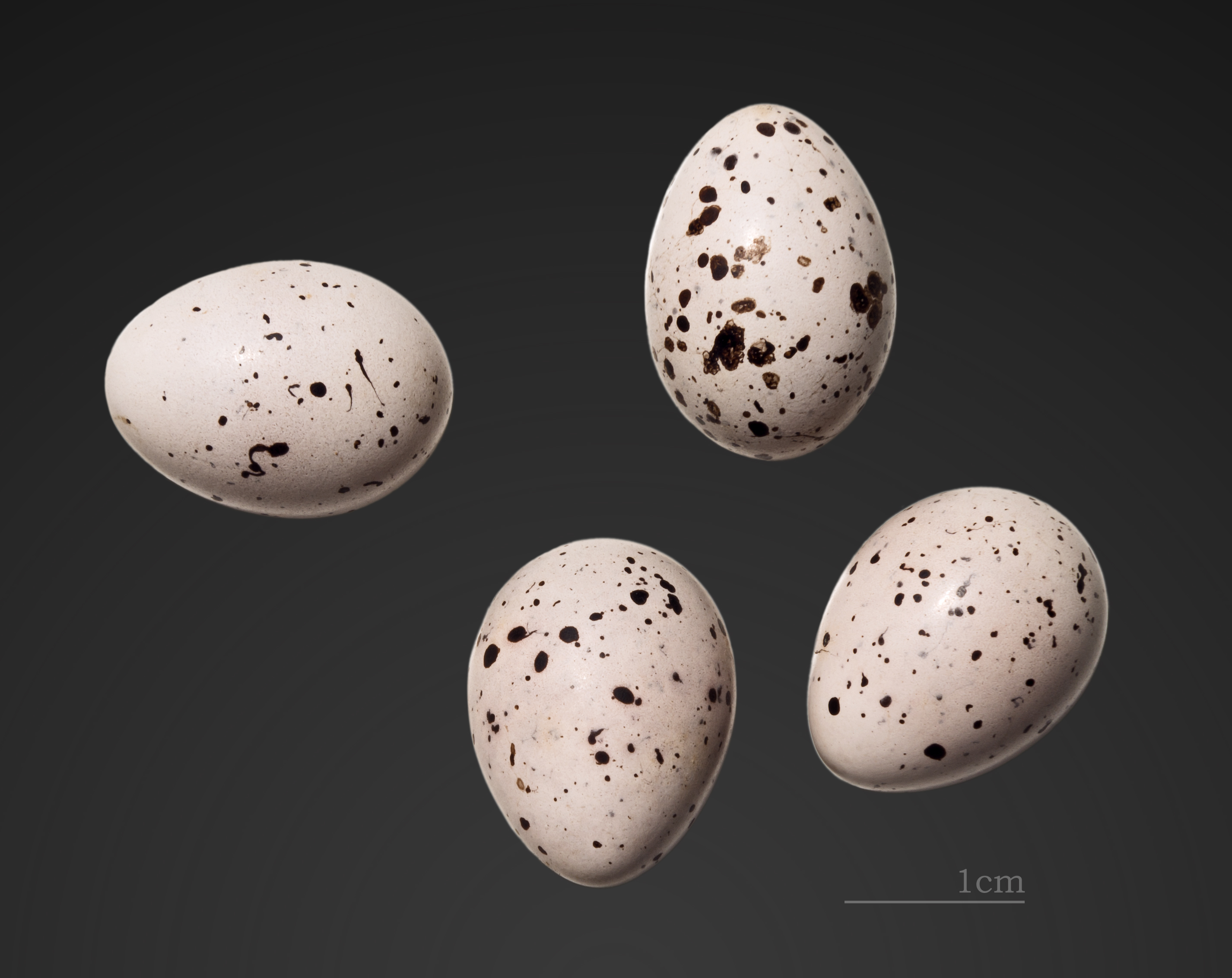
Olivsångarens ägg.

## Status och hot
Arten har ett stort utbredningsområde, men tros minska i antal, dock inte tillräckligt kraftigt för att den ska betraktas som hotad. Internationella naturvårdsunionen IUCN listar arten som livskraftig (LC). Världspopulationen uppskattas till mellan 23 900 och 53 000 adulta individer.